# アルバート・ピュン
アルバート・ピュン（Albert Pyun, 1953年6月19日 - 2022年11月26日）は、アメリカ合衆国の映画監督、脚本家。低予算のB級映画を得意とする。

## 略歴
1953年5月19日、ピュンはハワイのオアフ島で生まれる。カイルア高校時代から8ミリカメラで映画を撮っていた。また、在学中に三船敏郎が企画した日系人向けのインターンシップに参加した。当初、ピュンは黒澤明の映画『デルス・ウザーラ』にエキストラとして参加する予定だったが、"俳優は映画を作らない"と黒澤に教わり、代わりに撮影監督の斉藤孝雄の指導の下、三船が出演するテレビドラマシリーズの手伝いをしていた。
その後、ハワイに戻りホノルルのテレビ局KHNLで編集者として働き始め、ボゼル・ジェイコブズやレオ・バーネットなどのエージェンシーを担当した。数年間働いた後、ピュンは映画監督を目指し、ロサンゼルスに引っ越した。

### 1980年代
1980年代、初監督作品『マジック・クエスト/魔界の剣』を発表。この映画は最終的に国内で3671万4025ドルを稼いだ。 1982年4月30日に公開されたこの映画は410万886ドルの収益を上げ、その週アメリカで2位を占めた。 リチャード・リンチはクロムウェル役で助演男優賞を受賞した。(また、この映画の製作中、スタントマンのジャック・タイリーはグリフィス・パーク内でのハイフォール・スタント中に重い衣装と化粧をしたまま78フィートからエアバッグが開かないまま落下し死亡した。)
本作の成功により、ピュンは1984年にユニバーサル・ピクチャーズでディノ・ドローレンティスが製作する『トータル・リコール』を含む幾つかのプロジェクトに参加し、フィリップ・K・ディックを原作とした脚本を手掛けた。
2作目の『ラジオアクティブ・ドリーム』は1987年の第5回ブリュッセル国際ファンタスティック映画祭でゴールデン・レイブン賞を受賞した。
ピュンのキャリアは、『ハイスクール殺戮クラブ』とキャリー・ローウェル、チャールズ・ロケット、コートニー・コックス主演の冒険映画『マネートラップ／危ない天使』で、よりメジャーになった。
1980年代末、ピュンはスーパーモデルのキャシー・アイアランドを主演に迎えた『エイリアン from L.A.』を監督。本作は、後にコメディ番組「ミステリー・サイエンス・シアター3000」のエピソード内でネタにされた。
1989年4月7日、米国で4番目に高い興行収入を上げた映画『サイボーグ』が公開された。 米国で10,166,459ドルの収益を上げた。初公開から22年後の2011年、ピュンはディレクターズ・カット版を公開した。 2012年10月にブルーレイでメトロ・ゴールドウィン・メイヤーから発売された。1989年、『キャプテン・アメリカ 卍帝国の野望』を監督する。

### 1990年代
1990年代初め、“近未来を舞台に、人間とサイボーグの抗争”を描くSFアクション映画『ネメシス』を監督した。香港ノワールとサイバーパンクの世界観を融合させたような本作は、劇場公開&ビデオリリースによりカルト的人気を博し、ピュンの代表作の1つとされている。
1990年代には他にもクリス・クリストファーソン、キャシー・ロング、ランス・ヘンリクセン共演の“サイボーグが人間を支配する文明崩壊後の近未来で対サイボーグ用サイボーグと、彼から訓練を受けた一人の女戦士が戦いに挑む”という『サイボーグ・キラー』を、“宇宙から地球へやって来た身長13インチ（33cm）の警官が、宇宙で最も強力な拳銃である「クルーガーブラスター」を装備してブロンクスの悪人と戦う”という『ミクロコップ』など奇想天外なストーリーの映画を量産した。

### 2000年代
2000年5月、スティーヴン・セガール、トム・サイズモア、デニス・ホッパー、ジェイミー・プレスリー、アイス・Tが共演した『沈黙のテロリスト』を監督・製作した。
2004年、ピュンはグアムに行き、ジョン・ラインと共にグアム政府を説得し、映画の資金調達のために80万ドルの融資保証を取り付けた。 グアム当局者に融資保証を承認するよう説得した一環として、彼と彼のプロデューサー（ライン）は「財務記録」を持っており、ピュンもラインも融資を滞納したことがないと述べた。 2006年、ラインは債務不履行に陥り、グアム政府は保証を失った。 ラインは映画の失敗をピュンのせいにした。

### 2010年代
2012年5月にジョン・ラインとグアム経済開発局との間で示談が成立したが、2012年10月までラインは示談条件を遵守していなかった。しかし2012年12月末、決済金額の残額として75,000ドルを支払ったと報告し、残高は75,000ドルだった。関係者は、最終的な支払いが2013年2月に行われたことを確認し、問題を終結させた。 ピュンは、いかなる法的訴訟にも関与しなかった。
2013年末、ピュンは多発性硬化症を発症したと発表したが、2014年3月に回復した。 また、軽度の認知症も患っている。

### 2020年代
2022年11月26日、死去。69歳没。

## 人物
父親は軍人でハワイに移住するまでピュン一家は世界各地を転々としていた。ピュン曰く「世界各地を回った経験と、ハワイで過ごした少年時代が私の映画スタイルに多大な影響を与えた。」。
また、ピュンの映画はSF要素を多く含んだ物が多いが、本人は「SFやサイボーグには全く興味が無い。また、近未来の世界観にも全く関心が無い。それらの設定は低予算でも映画作りに支障が無いから。」と語っている。

## フィルモグラフィ
- 『マジック・クエスト 魔界の剣』（1982年）
- 『ラジオアクティブ・ドリーム』（1985年）
- 『プレジャー・プラネット』(1986年、日本劇場未公開)
- 『ハイスクール殺戮クラブ』(1986年、日本劇場未公開)
- 『マネートラップ/危ない天使』(1987年、日本劇場未公開)
- 『エイリアン from L.A.』（1988年）
- 『サイボーグ』（1989年）
- 『Deceit』（1989年）
- 『ミクロコップ』（1991年）
- 『キックボクサー2』（1991年）
- 『ブラッド・マッチ』(1991年、日本劇場未公開)
- 『ネメシス』（1992年）
- 『キャプテン・アメリカ 卍帝国の野望』（1992年）
- 『サイボーグ・キラー』（1993年）
- 『バーチャゾーン』（1993年）
- 『ワイルド・スマッシャー』(1993年、日本劇場未公開)
- 『スピットファイア』(1994年、日本劇場未公開)
- 『キックボクサー4』(1994年、日本劇場未公開)
- 『HONG KONG 1997/ラスト・バトル』(1994年、日本劇場未公開)
- 『アルティメット・マシーン』（1995年）
- 『ネメシス2』（1995年）
- 『ネメシス3』（1995年）
- 『アドレナリン』（1996年）
- 『アイアン・ウーマン』(1996年、日本劇場未公開)
- 『オメガ・ドーム』（1996年）
- 『アドレナリン』(1996年、日本劇場未公開)
- 『ブラスト/沈黙のテロリスト』(1996年、日本劇場未公開)
- 『ネメシス4』（1997年）
- 『ワイルド・ガン』（1997年）
- 『クレイジー・シックス』(1998年、日本劇場未公開)
- 『ポストモーテム/死への彩り』（1998年）
- 『アンド・ジャスティス 'N JUSTICE』（1999年）
- 『ブロンクス・バーニング』（1999年）
- 『The Wrecking Crew -破壊部隊-』（1999年）
- 『沈黙のテロリスト』（2001年）
- 『同窓会 〜Playmates〜』（2003年）
- 『Max Havoc: Curse of the Dragon』（2004年）
- 『Infection』（2005年）
- 『Cool Air』（2006年）
- 『Left for Dead』（2007年）
- 『Bulletface』（2007年）
- 『Road to Hell』（2008年）
- 『Tales of an Ancient Empire』（2009年）
- 『The Interrogation of Cheryl Cooper』（2014年）
- 『Interstellar Civil War』（2017年）